# Docetism
În terminologia creștină docetismul, din limba greacă δοκεῖν/δόκησις dokeĩn (a părea) /dókēsis (apariție, fantomă), este definit în sens restrictiv, conform lui Norbert Brox, ca „doctrina conform căreia fenomenul Hristos, existența sa istorică și trupească, deci, în special, forma de om a lui Isus, era o simplă aparență lipsită de orice realitate.”  Pe larg, termenul este considerat ca însemnând că Isus doar părea că ar fi om, iar forma sa umană era doar iluzie. Cuvântul Δοκηταί Dokētaí (iluzioniști) referitor la grupurile de creștini primari care negau natura umană a lui Isus, a apărut pentru prima oară într-o scrisoare a episcopului Serapion de Antiohia (197–203), care a găsit această doctrină în Evanghelia după Petru, în cursul unei vizite pastorale într-o comunitate creștină care folosea această evanghelie în Rhosus, condamnând-o ulterior drept falsificată.  Acest termen pare să fi izvorât din dezbaterile teologice privitoare la sensul, figurat sau literal, a unei afirmații din Evanghelia după Ioan: „Cuvântul s-a făcut trup”.
Docetismul a fost în mod neechivoc respins la Primul conciliu de la Niceea în 325 și este considerat drept erezie de Biserica Catolică, Biserica Ortodoxă și Biserica ortodoxă coptă.